# Deep Shadows and Brilliant Highlights
 (novembre 2017).
Albums de HIM
Razorblade Romance
(2000) Love Metal
(2003)
Singles
1. Pretending
Sortie : juillet 2001
2. In Joy and Sorrow
Sortie : octobre 2001
3. Heartache Every Moment & Close to the Flame
Sortie : janvier 2002

Deep Shadows and Brilliant Highlights est le troisième album studio du groupe de rock finlandais HIM, sorti en août 2001.

## Présentation
Sorti le 24 août 2001, HIM commence l'enregistrement des démos à l'automne 2000, avec le producteur T.T. Oksala qui souhaite sortir ces premiers enregistrements en tant qu'ensemble fini.
Après avoir été rejeté par la maison de disques BMG, le producteur Kevin Shirley rejoint le projet et doit affronter les membres du groupe par rapport à son style de travail.
Le processus d'enregistrement prend finalement onze mois et l'album qui en découle sort avec un son plus élégant et plus orienté pop que ses prédécesseurs.
Cet album est considéré comme une continuité de Razorblade Romance. Les paroles et les mélodies sont plus calmes et plus douces, laissant place à un album plus romantique que le précédent. Selon Ville Valo, cet album est un « archétype du love metal »
Deep Shadows and Brilliant Highlights est aussi le premier album de HIM à présenter le nouveau claviériste, Janne "Burton" Puurtinen (en).
La tournée de soutien pour Deep Shadows and Brilliant Highlights permet a HIM de se produire aux États-Unis pour la première fois.
La pochette représente le chanteur leader du groupe, Ville Valo.

### Réception et reconnaissance
L'album reçoit des critiques mitigées, avec quelques éloges sur l'écriture de chansons et la performance vocale de Ville Valo mais la plupart ont critiqué la production de l'album et sa sonorité commerciale.
Malgré cela, Deep Shadows and Brilliant Highlights se classe dans sept pays, culminant à la 1re place des charts en Finlande et en Autriche, et atteignant la 2e en Allemagne et en Suisse.
Il obtient également la certification disque de platine en Finlande et or en Autriche.
L'album est aussi le premier du groupe à se placer dans le classement américain du Billboard 200 en 190e position.
Trois singles sont produits. Le premier Pretending atteint le sommet du top finlandais, les deux suivants, In Joy and Sorrow et Heartache Every Moment, s'y classe en seconde position.

## Liste des titres
Toutes les chansons sont écrites et composées par Ville Valo.
| Édition standard | Édition standard                          | Édition standard | Édition standard | Édition standard | Édition standard | Édition standard | Édition standard | Édition standard | Édition standard |
| No               | Titre                                     | Durée            |                  |                  |                  |                  |                  |                  |                  |
| ---------------- | ----------------------------------------- | ---------------- | ---------------- | ---------------- | ---------------- | ---------------- | ---------------- | ---------------- | ---------------- |
| 1.               | Salt in Our Wounds                        | 3:58             |                  |                  |                  |                  |                  |                  |                  |
| 2.               | Heartache Every Moment                    | 3:56             |                  |                  |                  |                  |                  |                  |                  |
| 3.               | Lose You Tonight                          | 3:42             |                  |                  |                  |                  |                  |                  |                  |
| 4.               | In Joy and Sorrow                         | 4:00             |                  |                  |                  |                  |                  |                  |                  |
| 5.               | Pretending                                | 3:55             |                  |                  |                  |                  |                  |                  |                  |
| 6.               | Close to the Flame                        | 3:46             |                  |                  |                  |                  |                  |                  |                  |
| 7.               | Please Don't Let It Go                    | 4:29             |                  |                  |                  |                  |                  |                  |                  |
| 8.               | Beautiful                                 | 4:33             |                  |                  |                  |                  |                  |                  |                  |
| 9.               | Don't Close Your Heart                    | 4:39             |                  |                  |                  |                  |                  |                  |                  |
| 10.              | Love You Like I Do                        | 5:16             |                  |                  |                  |                  |                  |                  |                  |
|                  | 'Vidéo bonus (édition standard enhanced)' |                  |                  |                  |                  |                  |                  |                  |                  |
| 11.              | Pretending                                | 3:50             |                  |                  |                  |                  |                  |                  |                  |
| 42:14            |                                           |                  |                  |                  |                  |                  |                  |                  |                  |

| Édition limitée digipack (BMG Finland, 24/08/2001) | Édition limitée digipack (BMG Finland, 24/08/2001) | Édition limitée digipack (BMG Finland, 24/08/2001) | Édition limitée digipack (BMG Finland, 24/08/2001) | Édition limitée digipack (BMG Finland, 24/08/2001) | Édition limitée digipack (BMG Finland, 24/08/2001) | Édition limitée digipack (BMG Finland, 24/08/2001) | Édition limitée digipack (BMG Finland, 24/08/2001) | Édition limitée digipack (BMG Finland, 24/08/2001) | Édition limitée digipack (BMG Finland, 24/08/2001) |
| No                                                 | Titre                                              | Durée                                              |                                                    |                                                    |                                                    |                                                    |                                                    |                                                    |                                                    |
| -------------------------------------------------- | -------------------------------------------------- | -------------------------------------------------- | -------------------------------------------------- | -------------------------------------------------- | -------------------------------------------------- | -------------------------------------------------- | -------------------------------------------------- | -------------------------------------------------- | -------------------------------------------------- |
| 1.                                                 | Salt in Our Wounds                                 | 4:00                                               |                                                    |                                                    |                                                    |                                                    |                                                    |                                                    |                                                    |
| 2.                                                 | Heartache Every Moment                             | 3:58                                               |                                                    |                                                    |                                                    |                                                    |                                                    |                                                    |                                                    |
| 3.                                                 | Lose You Tonight                                   | 3:44                                               |                                                    |                                                    |                                                    |                                                    |                                                    |                                                    |                                                    |
| 4.                                                 | In Joy and Sorrow                                  | 4:02                                               |                                                    |                                                    |                                                    |                                                    |                                                    |                                                    |                                                    |
| 5.                                                 | Pretending                                         | 3:57                                               |                                                    |                                                    |                                                    |                                                    |                                                    |                                                    |                                                    |
| 6.                                                 | Close to the Flame                                 | 3:48                                               |                                                    |                                                    |                                                    |                                                    |                                                    |                                                    |                                                    |
| 7.                                                 | You Are the One                                    | 3:28                                               |                                                    |                                                    |                                                    |                                                    |                                                    |                                                    |                                                    |
| 8.                                                 | Please Don't Let It Go                             | 4:32                                               |                                                    |                                                    |                                                    |                                                    |                                                    |                                                    |                                                    |
| 9.                                                 | Beautiful                                          | 4:35                                               |                                                    |                                                    |                                                    |                                                    |                                                    |                                                    |                                                    |
| 10.                                                | In Love and Lonely                                 | 3:48                                               |                                                    |                                                    |                                                    |                                                    |                                                    |                                                    |                                                    |
| 11.                                                | Don't Close Your Heart                             | 4:41                                               |                                                    |                                                    |                                                    |                                                    |                                                    |                                                    |                                                    |
| 12.                                                | Love You Like I Do                                 | 5:14                                               |                                                    |                                                    |                                                    |                                                    |                                                    |                                                    |                                                    |
|                                                    | 'Vidéo bonus'                                      |                                                    |                                                    |                                                    |                                                    |                                                    |                                                    |                                                    |                                                    |
| 13.                                                | Pretending                                         | 3:50                                               |                                                    |                                                    |                                                    |                                                    |                                                    |                                                    |                                                    |
| 49:47                                              |                                                    |                                                    |                                                    |                                                    |                                                    |                                                    |                                                    |                                                    |                                                    |

| Titres bonus - Édition spéciale, limitée enhanced (basée sur l'édition standard) (BMG Finland, 26 novembre 2001) | Titres bonus - Édition spéciale, limitée enhanced (basée sur l'édition standard) (BMG Finland, 26 novembre 2001) | Titres bonus - Édition spéciale, limitée enhanced (basée sur l'édition standard) (BMG Finland, 26 novembre 2001) | Titres bonus - Édition spéciale, limitée enhanced (basée sur l'édition standard) (BMG Finland, 26 novembre 2001) | Titres bonus - Édition spéciale, limitée enhanced (basée sur l'édition standard) (BMG Finland, 26 novembre 2001) | Titres bonus - Édition spéciale, limitée enhanced (basée sur l'édition standard) (BMG Finland, 26 novembre 2001) | Titres bonus - Édition spéciale, limitée enhanced (basée sur l'édition standard) (BMG Finland, 26 novembre 2001) | Titres bonus - Édition spéciale, limitée enhanced (basée sur l'édition standard) (BMG Finland, 26 novembre 2001) | Titres bonus - Édition spéciale, limitée enhanced (basée sur l'édition standard) (BMG Finland, 26 novembre 2001) | Titres bonus - Édition spéciale, limitée enhanced (basée sur l'édition standard) (BMG Finland, 26 novembre 2001) |
| No | Titre | Durée | | | | | | | |
| --- | --- | --- | --- | --- | --- | --- | --- | --- | --- |
| 11. | Again | 3:29 | | | | | | | |
| 12. | In Joy and Sorrow (String version)                                                                               | 5:02 | | | | | | | |
| 13. | Pretending (The Cosmic Pope Jam version)                                                                         | 8:00 | | | | | | | |
| | 'Vidéos bonus'                                                                                                   | | | | | | | | |
| 1. | Pretending | 3:41 | | | | | | | |
| 2. | In Joy And Sorrow                                                                                                | 3:33 | | | | | | | |
| 58:14 | | | | | | | | | |

| 1. | Again (Hollola Tapes)                  | 4:00 |
| 2. | Pretending (TRNSFRMTN Version)         | 3:58 |
| 3. | Lose You Tonight (Hollola Tapes)       | 3:44 |
| 4. | Salt In Our Wounds (John Fryer Mix)    | 4:02 |
| 5. | Close To The Flame (Hollola Tapes)     | 3:57 |
| 6. | Please Don't Let It Go (Hollola Tapes) | 3:49 |
| 7. | Pretending (Kevin Shirley Mix)         | 3:28 |
| 8. | Love You Like I Do (Hollola Tapes)     | 4:32 |

## Crédits
| - Ville Valo : chant (frontman), claviers - Mikko "Linde" Lindström : guitare - Mikko "Mige" Paananen : basse - Janne "Burton" Puurtinen : claviers - Mika "Gas Lipstick" Karppinen : batterie Musiciens invités - Eicca Toppinen : violoncelle sur In Joy And Sorrow - Tuomas Kantelinen : cordes sur In Joy And Sorrow | - Production : HIM, T.T. Oksala, Kevin Shirley - Production (additionnel et cordes) : John Fryer - Ingénierie : Kevin Shirley, T. T. Oksala - Mixage : Chris Lord-Alge, John Fryer, Randy Staub, T. T. Oksala, Ville Valo - Mastering : Justin Shturtz - Arrangements (cordes), direction (cordes) : Tuomas Kantelinen - Programmation : Midi Amin - Édition : Minerva Pappi - Pochette : Natas Pop - Photographie : Rankin - Livret d'album : Bryan Reesman - A&R : Asko Kallonen, Per Kviman |

## Certifications
| Région                                                                                                 | Certification | Ventes/Streams |
| --- | ------------- | -------------- |
| Finlande (IFPI)                                                                                        | Platine       | 58 009         |
| Autriche (IFPI)                                                                                        | Or            | 20 000x        |
| *Ventes selon la certification ^Mise en rayon selon la certification xNon précisé par la certification |               |                |